# 顧村公園

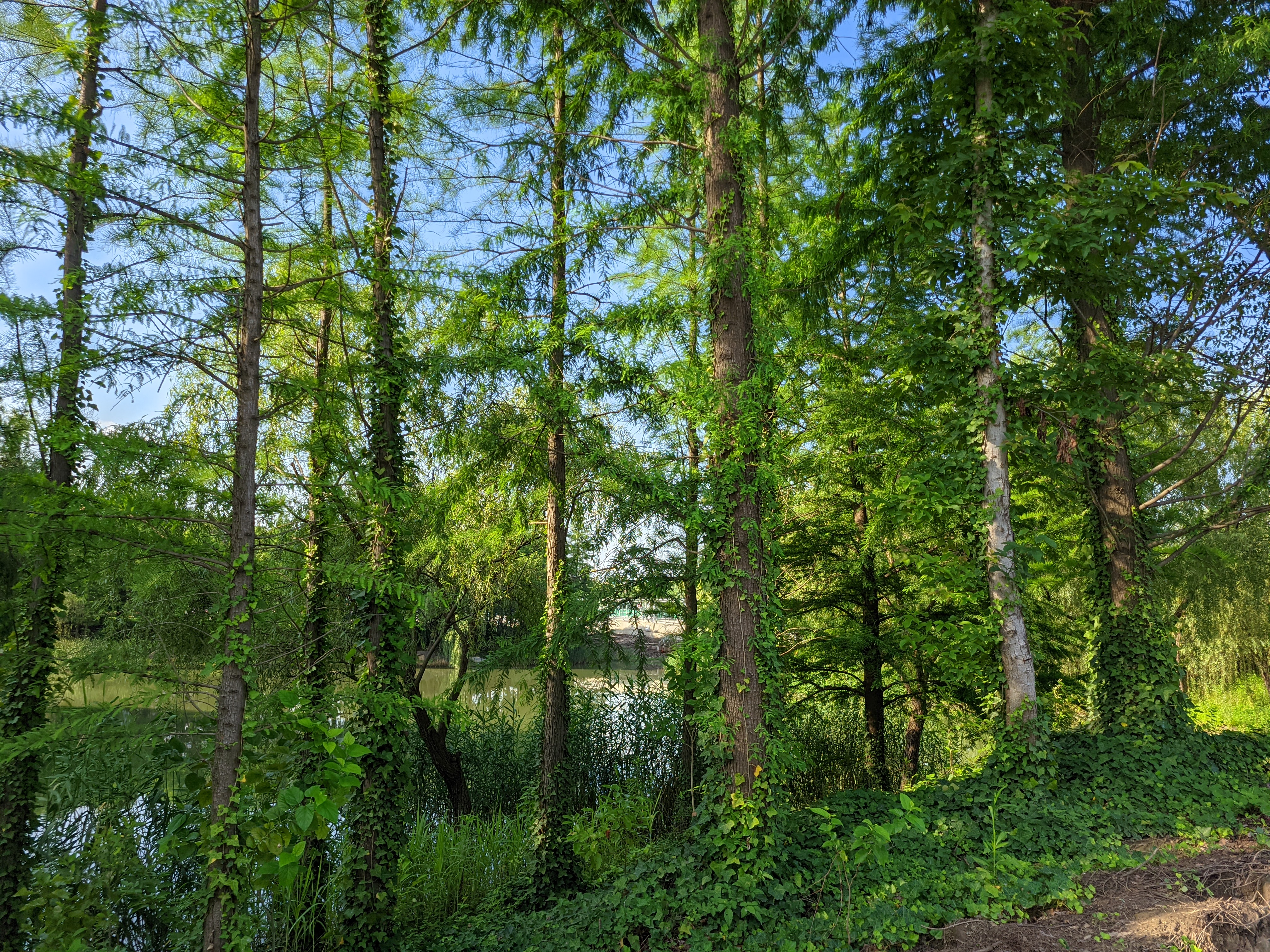
顧村公園の風景

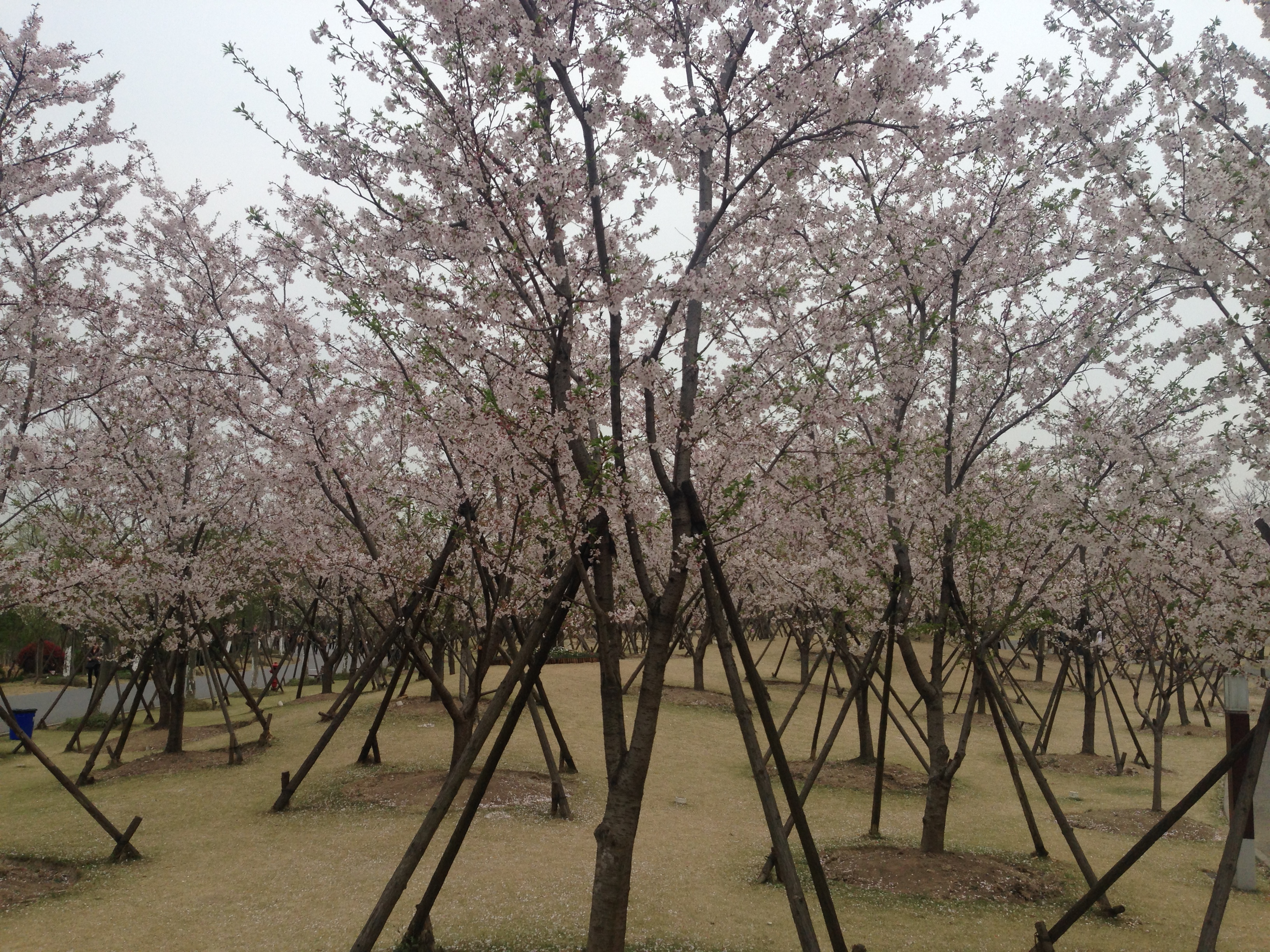
園内で桜が満開

顧村公園（こそんこうえん、中国語: 顾村公园＝グーツンゴンユェン）は中国上海市宝山区顧村鎮にある公園。公園の計画総面積は4.3平方キロメートル以上で、上海市計画局の「1つの軸、1つのベルト、3地区、7つの公園」計画に基づき、2009年に第1期の土地面積は1.8 平方キロメートルで開園した。
2011年には、第1回「上海桜まつり」が顧村公園で開催された。 それ以来、公園では毎年桜まつりが開催されている。
2012 年に、全国AAAAレベルの観光名所に指定された。。

## 交通
上海軌道交通7号線と15号線の顧村公園駅に公園の2号門がある

## 参考項目
- 龍王塘桜花園 (大連市)
- 東湖桜花園 (武漢市)